# Caboclo Carimbó
Caboclo Carimbó é um filme brasileiro de 2014, do gênero ficção e romance, dirigido por Fernando Rassy, com edição de Eliezer Nascimento (Eliezer Produções) e produção de Federação Estadual de Teatro - FACES.
O filme é uma homenagem aos mestres compositores do ritmo carimbó, a  trilha sonora é formada por músicas gravadas ao vivo de: Lucindo, Verequete, Ruizinho (de Bujaru), Cuíra (de Boa Vista), e Pinduca.
Em julho de 2014, estreou com exibição no Cine Estação das Docas. Com previsão de o filme ser exibido neste mesmo ano nos países: Alemanha, Espanha e Portugal.

## Características

### Sinopse
Em uma festa ribeirinha de carimbó (na beira do rio), uma jovem fã do ritmo se apaixonada por um caboclo, rapaz recém chegado da capital (Belém), sendo amor à primeira vista.. Enfatizando o contexto social e afetivo dos participantes da festa.
O filme conta a história desde os preparativos até a realização da festa, explorando a estética, a cultura, e a sociedade. Exibindo como as pessoas se preparavam para o evento, figurinos e costumes. Explorando aspectos da manifestação cultural, como: sociais, financeiros, até mesmo a ideia de sexualidade dos participantes da festa.

### Elenco
Atores principais: Néia Show e Hermógenes Gomes.

### Produção
Este filme foi rodado nas cidades de: Belém, Marapanim e Boa Vista (Marajó), durante o período de junho de 2012. 
Diretores: Fernando Rassy (direção), Diego Feitosa fez (fotografia) e Eliezer Nascimento (edição).

## Sobre o diretor
Fernando Rassy atualmente é coordenador do Projeto "24 Horas de Teatro" da Federação de Arte Cênica Estadual (FACES). Na década de 90 atuou como diretor do Teatro Waldemar Henrique e como instrutor de Teatro do Sesc.

## Crítica

### População
O filme foi divulgado nas mídias com características de documentário, onde aborda as festas tradicionais e o forte apelo regional. Porém foi adicionado um apelo sexual excessivo que não condiz com a realidade da região, que pode incentivar a libertinagem dos turistas nas festas de carimbó.